# Youhanna Golta
Youhanna Golta (Cairo, 27 de janeiro de 1937 — Cairo, 15 de fevereiro de 2022) foi um clérigo católico copta egípcio e bispo emérito da Cúria em Alexandria.
Youhanna Golta foi ordenado sacerdote em 25 de setembro de 1960.
Em 27 de julho de 1986, o Papa João Paulo II o nomeou bispo auxiliar em Alexandria e bispo titular de Andrópolis. Foi ordenado bispo pelo Patriarca de Alexandria, Stephanos II Ghattas CM, em 29 de agosto do mesmo ano; Os co-consagradores foram Youhanna Nueir OFM, Bispo de Asyut, e Athanasios Abadir, Bispo de Ismagliah.
Em 1997 foi nomeado Bispo da Cúria em Alexandria.
O sínodo da Igreja Católica Copta aceitou sua aposentadoria em 3 de novembro de 2020.
Morreu em 15 de fevereiro de 2022, Golta faleceu aos 85 anos.